# Vincent Crane

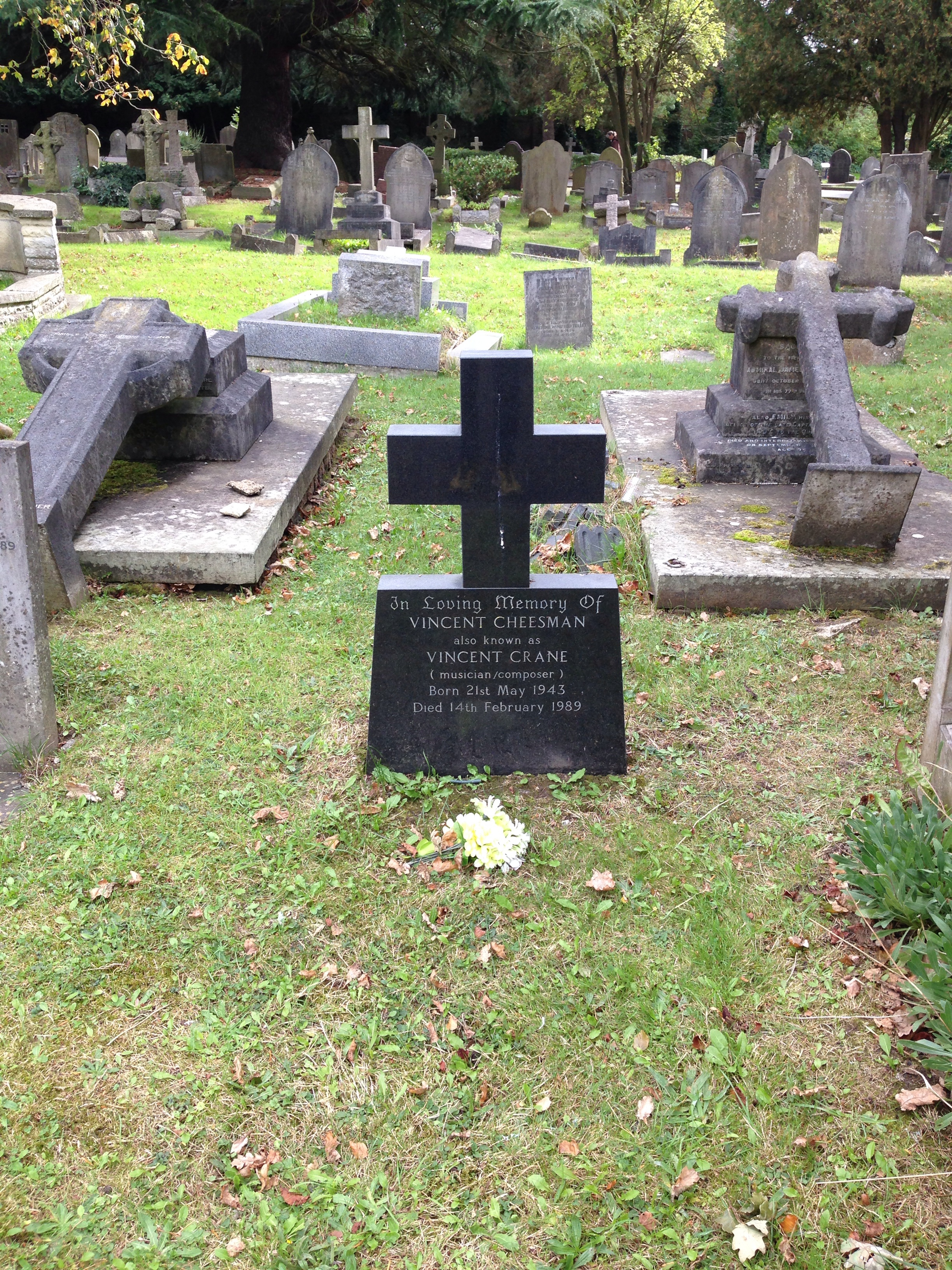
Das Grab von Vincent Crane auf dem East Finchley Cemetery, London

Vincent Crane (* 21. Mai 1943; † 14. Februar 1989; eigentlich Vincent Cheesman) war ein britischer Rockmusiker (Piano, Keyboard).

## Biografie
Erst im Alter von 15 Jahren begann Vincent Cheesman Klavier zu spielen, schaffte es aber 1961 an das Trinity College of Music in London und schloss drei Jahre später mit zwei Diplomen ab (LTCL und GTCL). Obwohl er in kurzer Zeit viel gelernt hatte, war er sich immer bewusst, dass er in Sachen Spieltechnik niemals mit denjenigen Pianisten mithalten könnte, die schon in frühem Kindesalter mit Klavierunterricht begonnen hatten. Aber er wusste, dass er ein Talent für das Komponieren von Songs hatte und begann, sich darauf zu konzentrieren.
Während seines Studiums spielte er in verschiedenen lokalen Jazz Bands, wie zum Beispiel The Word Engine (mit Paul A. Green, Red Reece, Phil Seamen, Pete Brown, John Surman und Bob Downes). 1963 gründete er eine eigene Band mit dem Namen Vincent Cheesman Trio, die 1964 im Marquee Club debütierte. Es gab viele Wechsel in der Besetzung und er hatte nicht das Gefühl, dass er irgendetwas erreichen könnte.
Ohne konkretes Ziel ging er nach Paris und erstand dort für wenig Geld eine Orgel. Das inspirierte ihn dazu, eine sehr am Blues orientierte Jazzband zu gründen. Doch zu dieser Zeit wollte das Publikum lieber Soul und so bezeichnete Cheesman selbst das Projekt später als „komplettes Desaster“. In der gleichen Zeit änderte er seinen Namen von Cheesman zu Crane.
1966 schloss sich Crane Arthur Brown an, um The Crazy World of Arthur Brown ins Leben zu rufen. 1967 hatten sie Auftritte in allen angesagten Clubs, 1968 gingen sie auf Amerika-Tour. Die Single Fire wurde ein Nummer-1-Hit, das Album The Crazy World of Arthur Brown war ein großer Erfolg. Im selben Jahr waren sie Top-Act des Reading Festivals. 1969 gingen sie wieder nach Amerika und spielten im Fillmore East und im Madison Square Garden. Nach der dritten US-Tour, ebenfalls 1969, gab es Spannungen in der Gruppe.
1969 gründete Vincent Crane mit Carl Palmer die Band Atomic Rooster. Sie traten im Londoner Lyceum als Vorgruppe von Deep Purple  auf. 1970 verließ Palmer die Band, um bei Emerson, Lake and Palmer mitzumachen. Es erschienen die Atomic-Rooster-Hits Tomorrow Night und Devil’s Answer. In diesem Jahr spielte Crane auch als Gastmusiker bei Rory Gallagher.
1972 hatten Atomic Rooster ihre erste Amerika-Tour, wo sie u. a. im Fillmore East spielten. Es folgten etliche Tourneen durch Europa und Amerika, bevor Crane die Band 1975 auflöste. 1976 wurde Cranes erste Ehe mit Pat geschieden, 1977 heiratete er seine zweite Frau Jean. In dieser Zeit arbeitete Crane viel für Theater- und Radioproduktionen. Auch nahm er die frühere Zusammenarbeit mit Paul A. Green und Arthur Brown wieder auf.
1980 gab es eine Wiederbelebung von Atomic Rooster. Neue Aufnahmen wurden veröffentlicht, und die Band ging wieder auf Tour. 1984 löste Crane Atomic Rooster zum zweiten Mal auf. Er nahm am Projekt Katmandu teil, zusammen mit Peter Green, Ray Dorset und Jeff Whittaker. 1985 spielte Crane mit Dexys Midnight Runners und ging mit ihnen in Großbritannien und Frankreich auf Tour. 1987 lösten sich die Midnight Runners auf, und Crane versuchte einen erneuten Anfang mit Atomic Rooster. Allerdings erkrankte er, und die geplante Deutschland-Tour musste abgesagt werden.
Vincent Crane starb am Valentinstag 1989 an einer Überdosis Schmerztabletten.